# Маја Кеуц
Маја Кеуц (Марибор, 16. јануар 1992) је словеначка певачица која је представљала државу на Песми Евровизије 2011 .

## Биографија
Маја је широј јавности први пут постала позната након наступа на музичком такмичењу „Словенија има талент”, на којем је заузела друго место  . Године 2010. придружила се бенду Папир са којим је објавила албум По вихарју. Словеначка телевизија је 2011. објавила регрутацију за учешће у прелиминарном кругу избора за Евровизију. Маја је извела песму Матјажа Влашића „Ванилија” са којом је победила на такмичењу, поставши представница Словеније на Песми Евровизије   . Међутим, на самом такмичењу за Песму Евровизије изведена је песма на енглеском - „Нико“. Маја је освојила довољно поена да дође до финала такмичења. У финалу је са 96 поена певачица завршила као тринаеста. У октобру 2011, заједно са Клеменом Слакоњом, постала је водитељка ТВ пројекта Мисија Евровизија на РТВ Словенија. Била је један од чланова жирија квалификационог такмичења у Летонији пре Песме Евровизије 2014.

## Дискографија

### Албуми
1. 2011 - Нико (ЕП)
2. 2011 - Индиго

### Синглови
- "Ванилија" (2011)
- "Нико" (2011)
- "Зморем" (2011)
- "Индиго" (2011)
- "Тацас" (2011)
- "Тако лепо ми је" (2012)